# Исалдибиров, Магомедзагир Аслангереевич
Магомедзагир Аслангереевич Исалдибиров (22 сентября 1991 года, Махмуд-Мектеб, Нефтекумский район, Ставропольский край, РСФСР, СССР) — российский Паратхэквондист, член национальной сборной России, кандидат в мастера спорта. Участник Паралимпиады-2021 в Токио. Многократный победитель и призёр чемпионатов мира и Европы.

## Спортивная карьера
Папатхэквондо занимается с 2010 года, с того же времени является членом сборной России. В 2012 году на Санта-Крусе стал вторым призёром чемпионата мира. В июне 2013 года в швейцарской Лозанне стал победителем IV чемпионата мира в весовой категории до 68 кг. В конце октября 2013 года одержал победу на чемпионате России во Владикавказе. В июне 2014 года в Москве завоевал серебряную медаль чемпионата мира. В сентябре 2014 года в городе Березники Пермского края выиграл чемпионат России. В конце ноября 2014 года на чемпионате Европы в турецком городе Белек стал победителем чемпионата Европы. В середине сентября 2016 года в Варшаве победил на чемпионате Европы. В октябре 2016 года в Ульяновске стал чемпионом России. В октябре 2017 года стал серебряным призёром чемпионата мира в Лондоне. В декабре 2017 года в Софии завоевал серебряную медаль на чемпионате Европы. В марте 2018 года в Марокко стал бронзовым призёром открытого чемпионата Африки. В мае 2018 года во Вьетнаме завоевал серебряную награду на открытом чемпионате Азии. В июне 2018 года в болгарском городе Пловдив стал вторым призёром чемпионата Европы. В октябре 2018 года в Махачкале выиграл чемпионат России. В начале феврале 2019 года завоевал серебряную медаль на чемпионате мира в турецкой Анталье. В конце февраля 2019 года победил на открытом чемпионата Африки в Египте. В начале сентября 2021 года на Паралимпийских играх в Токио в схватке за бронзовую медаль уступил представителю Южной Кореи Ю Йонг-Хуну со счётом 14:24, заняв итоговое 4 место. Через несколько недель стал вторым призёром чемпионата Европы в Стамбуле. В конце октября 2019 года в итальянском городе Бари одержал победу на чемпионате Европы. В декабре 2021 года в Стамбуле стал чемпионом мира по паратхэквондо. В середине октября 2023 года в Каспийске выиграл чемпионат России.

## Личная жизнь
В 2016 году окончил Дагестанский государственный педагогический университет по специальности: «тренер». По состоянию на сентябрь 2021 года имел троих детей.